# Сао (культура)
Сао — оседлая земледельческая культура внутренних областей Северной Африки в междуречье Логона и Шари (Чад). Культура, зародившаяся в V веке до н.э. и просуществовавшая до XVI века н.э. Была обнаружена французскими археологами в 1900-х годах. Основу хозяйства составляло земледелие. Также носителям сао (предкам котоко) были известны металлообработка (железо) и гончарное дело. Археологи обнаружили укреплённые поселения этой культуры. Конец сао положила миграция кочевников загава, которые создали государство Канем-Борну.
Считаются одной из причин гибели культуры Нок.